# Imre Tóth
Imre Imi Tóth, född 6 september 1985 i Budapest, Ungern, är en ungersk roadracingförare som körde 125GP i åtta år. Tóth har även tävlat i 250GP som privatförare. Han började sin tävlingskarriär redan som 5-åring. Tóth blev ungersk mästare 1992 och 1993 med en Honda QR cykel. Han körde i Supersport-klassen 2010-2013 och kör i Superbike sedan 2014.

## Grand prix-statistik
| Säsong | Klass | Team                     | Motorcykel                 | Race | Vinst | Pallplats | Pole | FLap | Poäng | Placering |
| ------ | ----- | ------------------------ | -------------------------- | ---- | ----- | --------- | ---- | ---- | ----- | --------- |
| 2002   | 125cc | Semprucci-Angaia         | Honda                      | 16   | 0     | 0         | 0    | 0    | 0     | -         |
| 2003   | 125cc | Road Racing Team Hungary | Honda (ram) / Seel (motor) | 16   | 0     | 0         | 0    | 0    | 0     | -         |
| 2004   | 125cc | Road Racing Team Hungary | Aprilia                    | 16   | 0     | 0         | 0    | 0    | 6     | 29        |
| 2005   | 125cc | Team Tóth                | Aprilia                    | 16   | 0     | 0         | 0    | 0    | 7     | 28        |
| 2006   | 125cc | Team Tóth                | Aprilia RSW 125R 2006      | 16   | 0     | 0         | 0    | 0    | 0     | -         |
| 2007   | 250cc | Team Tóth                | Aprilia RSW 250R 2007      | 17   | 0     | 0         | 0    | 0    | 2     | 28        |
| 2008   | 250cc | Team Tóth                | Aprilia RSW 250R 2008      | 15   | 0     | 0         | 0    | 0    | 9     | 20        |
| 2009   | 250cc | Team Tóth                | Aprilia RSW 250 LE         | 16   | 0     | 0         | 0    | 0    | 12    | 22        |
| Bäst   |       |                          |                            |      | 0     | 0         | 0    | 0    | 12    | 20        |
| Total  |       |                          |                            | 128  | 0     | 0         | 0    | 0    | 24    |           |